# Janet Weiss
Janet Weiss, née le 24 septembre 1965 à Hollywood, en Californie, est une musicienne américaine.
Elle est surtout connue comme joueuse de batterie des groupes Sleater-Kinney et Quasi.

## Biographie

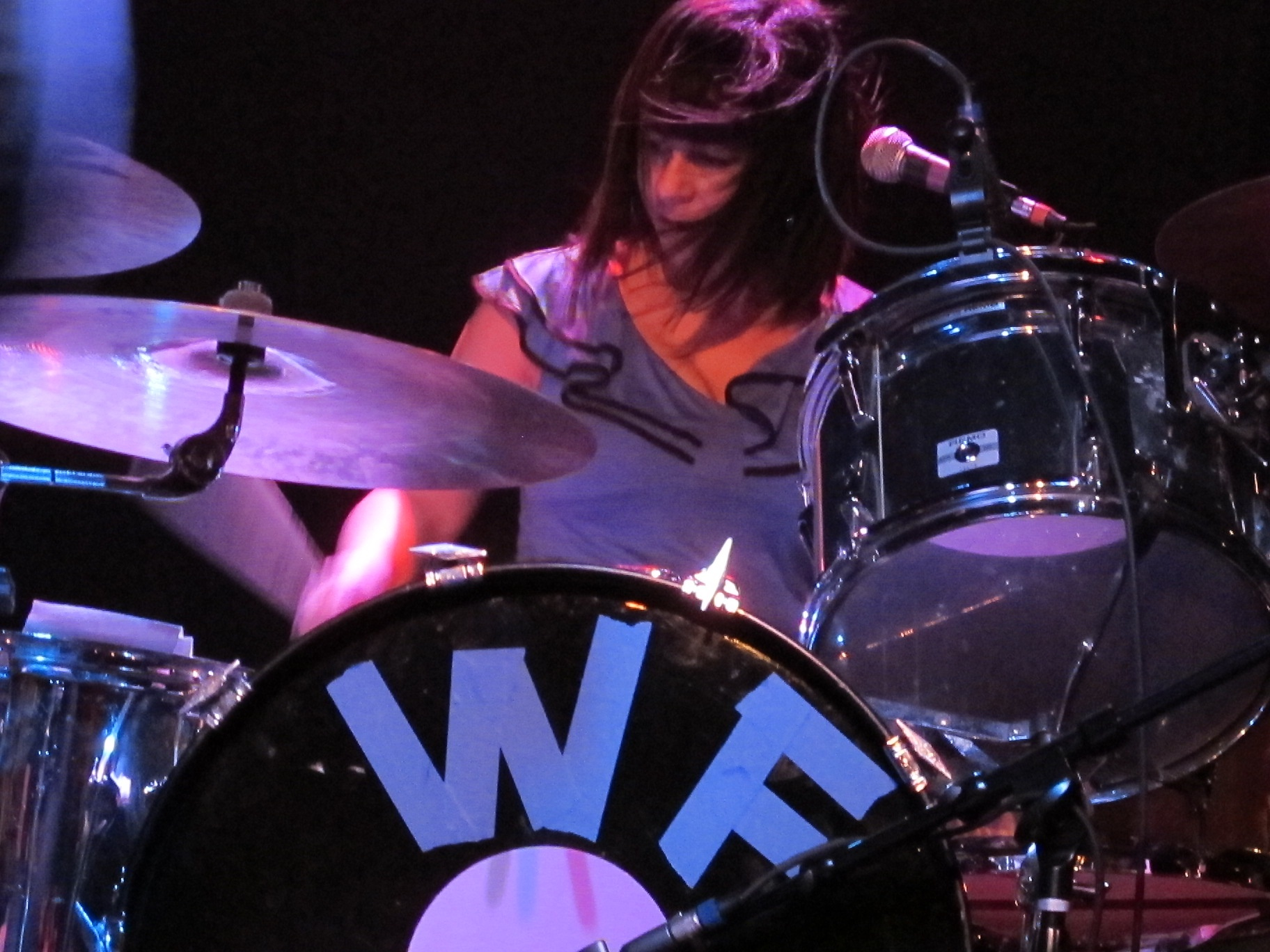
Janet Weiss avec le groupe Wild Flag.

Janet Lee Weiss est la troisième fille de la fratrie. Elle grandit en écoutant la radio américaine des années 1970 et commence à jouer de la guitare dès l'âge de 16 ans avant de se tourner vers la batterie. L'adolescente s'ennuie de la superficialité de la ville de Los Angeles qu'elle quitte pour suivre des études de photographie à la San Francisco State University.

## Carrière professionnelle
Scolarisée à l’Université de San Francisco, Janet Weiss s’implique dans le club musical local et assiste aux débuts sur scène des groupes Camper Van Beethoven et The Donner Party. À 22 ans, elle se lance dans la musique et après une seule leçon de batterie et deux semaines de pratique, elle rejoint le trio rock féminin The Furies comme batteur et les accompagne en tournée.
Autodidacte, Janet Weiss peaufine sa technique en regardant jouer les batteurs sur d'innombrables concerts et étudie les mouvements rock et punk à travers les prestations de John Bonham, batteur de Led Zeppelin et Topper Headon.

### Quasi (1993 - 2011)
En 1989, Janet Weiss déménage à Portland dans l'Oregon et se produit aux côtés de Sam Coomes, ancien leader de The Donner Party et Brad Pedinov avec le groupe Motorgoat. Les musiciens enregistrent deux cassettes autoproduites puis se séparent pour se reformer en 1993 sous le nom Quasi, mais sans Brad Pedinov. Leur premier album R&B Transmogrification est publié en 1997 par le label Up Records. Entre 1998 et 1999, Quasi entame une tournée mondiale en première partie d'Elliott Smith.
Le duo s'agrandit avec la participation de la guitariste Joanna Bolme en 2007. En juin 2011, le groupe remercie publiquement sur ses réseaux sociaux la guitariste pour son engagement tout en annonçant la reformation originale du duo. L'album Mole City, témoin de ce retour aux sources est édité en 2013. Sam Coomes est également l’ancien mari de Janet Weiss.

### Sleater-Kinney (1996 - 2015)
Fondé en 1994 à Olympia dans l'État de Washington par les guitaristes Carrie Brownstein et Corin Tucker, Sleater-Kinney est un groupe punk rock féministe inspiré du mouvement riot grrrl dans les années 1990 aux États-Unis. En 1996, après les avoir vus jouer sur scène, Janet Weiss retrouve Corin Tucker et Carrie Brownstein qui lui présentent Dig Me Out, un titre sur lequel les musiciennes sont en train de travailler. Quelques mesures improvisées plus tard, elle devient le quatrième batteur dans l’histoire du groupe.
Dig Me Out, premier album issu de cette collaboration est édité en 1997 chez Kill Rock Stars. En juin 2006, le trio punk rock  se sépare temporairement avant la sortie de l'album No Cities to Love en 2015 chez Sub Pop Records,. En 2017, Sleater-Kinney publie sur le même label son premier album live Sleater-Kinney: Live in Paris.

### Stephen Malkmus and the Jicks (2006 - 2011)
Formée en 2000, Stephen Malkmus and The Jicks est une formation rock composée des musiciens Stephen Malkmus (ancien leader de Pavement), Mike Clark, Joanna Bolme et Jake Morris. À la suite de la dissolution de Sleater-Kinney en 2006, Janet Weiss retrouve sa compère de Quasi, la guitariste Joanna Bolme. Elle remplace le batteur John Moen devenu membre à plein temps du groupe américain The Decemberists. La musicienne enregistre l’album Real Emotional Trash en 2008, puis Mirror Traffic produit par Beck en 2011, avant de rejoindre Wild Flag, le nouveau projet musical de Carrie Brownstein.

### Wild Flag (2010 - 2013)
En septembre 2010, Janet Weiss forme avec Carrie Brownstein de Sleater-Kinney, Mary Timony d'Hélium et Rebecca Cole de The Minders, le groupe Wild Flag. Un unique album éponyme est édité chez Merge Records en 2011. La formation se sépare en décembre 2013. Par le passé, Janet Weiss et Rebecca Cole ont joué ensemble dans The Shadow Mortons, un groupe de reprises des standards garage rock des années 1960.

### Autres contributions
Janet Weiss contribue en 2009 à la bande originale du film documentaire !Women Art Revolution de la réalisatrice Lynn Hershman-Leeson, aux côtés de Carrie Brownstein.
En 2012, elle participe à Port of Morrow, quatrième album studio de The Shins. Janet Weiss a également accompagné Bright Eyes, Junior High, The Shadow Mortons, The Go Betweens, Sarah Dougher ou encore Elliott Smith sur scène ou en studio. Elle se produit occasionnellement en duo avec Slang, accompagnée de Drew Grow des Modern Kin.
En 2013, la musicienne enregistre l'album de jazz instrumental Drumgasm avec les batteurs Matt Cameron et Zach Hill, produit par Larry Crane.
Elle est à l'origine avec Sam Coomes de Battle Hymns publié en janvier 2017. Qualifié d'album de la protestation, la compilation se veut être une réponse à la situation politique des États-Unis à la suite de l'investiture de Donald Trump. Le projet réunit notamment Doug Martsch, Stephen Malkmus, Cristina Martinez, Jon Spencer, Mickey Finn, Mac McCaughan, Ash Bowie, Carrie Brownstein, Drew Grow, Mary Timony, Carl Newman, Corin Tucker, Peter Buck, Scott McCaughey ou Bill Rieflin.
Janet Weiss fait partie de l'équipe de production de Portlandia, une série télévisée américaine créée par Carrie Brownstein, Jonathan Krisel et Fred Armisen, diffusée depuis le 21 janvier 2011 sur IFC.

## Discographie

### Quasi (1993 - 2011)
- 1997 : R&B Transmogrification, Up Records
- 1998 : Featuring "Birds", Up Records, Domino Records
- 1999 : Field Studies, Up Records, Domino Records
- 2001 : The Sword of God, Touch and Go Records, Domino Records
- 2003 : Hot Shit, Touch and Go Records, Domino Records
- 2006 : When the Going Gets Dark, Touch and Go Records, Domino Records
- 2010 : American Gong, Kill Rock Stars, Domino Records
- 2013 : Mole City, Kill Rock Stars, Domino Records
- 2022 : Breaking The Balls Of History, Sub Pop Records

### Sleater-Kinney (1996 - 2015)
- 1997 : Dig Me Out, Kill Rock Stars
- 1999 : The Hot Rock, Kill Rock Stars
- 2000 : All Hands on the Bad One, Kill Rock Stars
- 2002 : One Beat, Kill Rock Stars
- 2005 : The Woods, Sub Pop Records
- 2015 : No Cities to Love, Sub Pop Records
- 2017 : Sleater-Kinney : Live in Paris, Sub Pop Records

### Stephen Malkmus and the Jicks (2006 - 2011)
- 2008 : Real Emotional Trash, Matador Records
- 2011 : Mirror Traffic, Matador Records

### Wild Flag (2010 - 2013)
- 2011 : Wild Flag, Merge Records, Wichita Recordings

### Contributions
- 2000 : The Friends of Rachel Worth, The Go-Betweens, Jetset
- 2007 : Four Winds, Bright Eyes, Saddle Creek Records
- 2007 : Cassadaga, Bright Eyes, Saddle Creek Records
- 2008 : Conor Oberst, Conor Oberst, Merge Records
- 2012 : Port of Morrow, The Shins, Aural Apothecary, Columbia
- 2013 : Drumgasm, Janet Weiss, Matt Cameron et Zach Hill, Jackpot
- 2017 : Battle Hymns, album participatif réalisé par Sam Coomes and Janet Weiss